# Polynema filicorne
Polynema filicorne är en stekelart som beskrevs av Soyka 1956. Polynema filicorne ingår i släktet Polynema och familjen dvärgsteklar. Inga underarter finns listade i Catalogue of Life.